# William Fison
William Guy Fison, 3. Baronet Fison of Greenholme (ur. 25 października 1890 w Londynie, zm. 6 grudnia 1964 w Mere) – brytyjski wioślarz i oficer, srebrny medalista olimpijski. 
Kształcił się w Eton College i New College Uniwersytetu Oksfordzkiego. Nigdy nie wziął udziału w The Boat Race.
Wystąpił na igrzyskach olimpijskich w Sztokholmie w 1912, gdzie brytyjska osada New College w składzie: William Fison, William Parker, Thomas Gillespie, Beaufort Burdekin, Frederick Pitman, Arthur Wiggins, Charles Littlejohn, Robert Bourne i John Walker zdobyła srebrny medal w ósemkach. W finale przegrali z rodakami z osady Leander Club o 3,5 sekundy. Był to jego jedyny start olimpijski.
Po wybuchu I wojny światowej wstąpił do Royal Field Artillery, otrzymując przydział w stopniu porucznika. Zdemobilizowany w stopniu kapitana. Odznaczony Krzyżem Wojskowym, Medalem Wojennym Brytyjskim i Medalem Zwycięstwa. W trakcie II wojny światowej służył w Royal Observer Corps.